# Cyanastrum johnstonii
Cyanastrum johnstonii är en enhjärtbladig växtart som beskrevs av John Gilbert Baker. Cyanastrum johnstonii ingår i släktet Cyanastrum och familjen Tecophilaeaceae. Inga underarter finns listade i Catalogue of Life.